# چاینا ریسورسز گس
چاینا ریسورسز گس (انگلیسی: China Resources Gas) شرکت دولتی توزیع گاز هنگ کنگی است، که در سال ۱۹۹۴ تأسیس شد.